# АРТ-Телесеть
«АРТ-Телесеть» (Ассоциация Регионального Телевидения) — бывший семейный телеканал. Был ориентирован на региональную аудиторию. Начал вещание 1 января 1998 года; спустя пять лет, 20 апреля 2003-го, прекратил его.
Вещание «Русского пакета» осуществлялось только для кабельных сетей и сетей MMDS. Абоненты пакетов НТВ-Плюс получали при этом бесплатный бонус — «Русский пакет» транслирующийся со спутника Eutelsat W4, расположенного в позиции 36° в. д.

## История
История телекомпании АРТ началась задолго до того, как в эфир вышла первая самостоятельная телепрограмма. В 1991 году ассоциацией «Телеинформ России» (преемник Союза кабельного и эфирного телевидения СССР, созданного в 1990 году первыми негосударственными вещательными студиями), АО «Гермес» при столичном НПО «Радио», ПТО «Гортелекабель» (Мурманск), Городская редакция сетей кабельного телевидения (Донецк), «ТВ Старт» (Киев) и Orbita Service AS (Таллин) создали Международную ассоциацию радио и телевидения. Практическая конференция, которая состоялась ещё в феврале 1994-го, свела воедино партнёрские предложения, телевизионные проекты и утвердила план по созданию программного блока и распространения его на регионы России.

С 25 марта 1995 года программы телекомпании АРТ транслировались в ночное время на спутниковых версиях телеканалов РТР, 2х2 и ТВ-6. 
Эта организация создана на базе ВГТРК. Принцип работы МАРТ достаточно прост: она использует спутниковый канал, по которому передаются на всю Россию программы РТВ. В ночное время, когда спутниковый канал свободен, МАРТ передает по нему блоки программ, собираемых самыми разными способами у самых разных телекомпаний. Получатели этих блоков — телекомпании в регионах, вошедшие в ассоциацию МАРТ (главным образом по причине нехватки собственного программного продукта). В идеале, получив из Москвы ночью при помощи спутника программы и записав их, уже на следующий день региональные студии передают их в эфир в своем городе или области. (Газета «Коммерсантъ» № 174(892) от 21.09.1995)
Первоначально распространение программ осуществлялось прямой рассылкой кассет. Постепенно количество регионов увеличивалось, увеличивалось время вещания, и компании пришлось отказаться от подобной технологии. Основной концепцией телекомпании АРТ было производство передач для семейного просмотра.

## Эфир
Наибольшую известность телекомпания АРТ имела в 1998—2003 годах. В 2000—2002 годах телеканал АРТ вещал более 19 часов в день. С 3 июня 2002 года телеканал перешел на круглосуточное вещание.

## Телепередачи (по алфавиту)
- QP
- В фокусе
- Веселые старты
- Власть и магия
- Вместе
- Вопрос недели
- Всё о ребёнке, начиная с пелёнки
- Гвоздь
- Горячие головы
- Губернские известия
- Дворянские гнезда
- Дела житейские
- Европа сегодня
- Жизнь с избытком
- Забытых дней воспоминанье
- Звезды дискотек
- Капитал
- Клипобзор
- Клуб ДЮ
- Крестьянская застава
- Лотерея АВТОВАЗ
- Музей Кино
- Музыка экрана
- Музыкальная мозаика
- Музыкальная шкатулка
- Музыкальный антракт
- Музыкальный глобус
- Мульти-музыка
- Парадигма
- Перепись-2002 (также на 7ТВ)
- Помоги себе сам (ранее на Первой программе ЦТ, 1-м канале Останкино и ОРТ, позже на Rambler Телесеть, СГУ-ТВ и на ТДК)
- Преодоление
- Прикосновение
- Прогноз погоды
- Программа передач
- Просто собака
- Регионы
- Рецепты
- Россия: пути и парадоксы
- Русский шансон
- Рыболов
- Сказки бабушки Арины
- Событие
- Станция Студенческая
- Стихия боя
- Сумка путешествий
- Театр в нотах
- Телемагазин
- Тихая сенсация
- Только ты
- Три в одном
- Удачи на даче
- Универсальные рецепты
- Уроки доброты клоуна Юрия Куклачёва
- Хенки-пенки
- Хит-калейдоскоп
- Цари и дети
- Час силы духа
- Чтение вслух
- Шоу звезды
- Эстафета новостей
- Этюды об этике

## Телесериалы (по алфавиту)
- Азбука любви
- Алондра
- Братья Рико
- Вечный зов
- Детектив Заррас
- Жизнь заново
- Знак беды
- Зов убийцы
- Золотой поезд
- Миледи
- Сам я — вятский уроженец
- Сеньора
- Следствие ведут знатоки
- Смок и Малыш
- Театр
- Тридцать случаев из жизни майора Земана
- Узник замка Иф
- Умник
- Человек моря

## Мультсериалы (по алфавиту)
- Болек и Лёлек
- Крот и его друзья
- Летающий дом

## Родственные каналы

### Киноклассика
Лучшие фильмы отечественного и зарубежного кинематографа, созданные известными кинорежиссёрами. Кино-концерты, составленные из песен звучащих в любимых кинофильмах, познавательные документальные фильмы о кино и, конечно, полюбившиеся зрителям сериалы. Для ценителей кино 20-х-40-х годов будет интересна рубрика «Ретро-фильм», позволяющая проследить становление не только отечественного, но и зарубежного кинематографа.

### Удивительный мир
Мультфильмы, сказки, сериалы для подростков, приключенческие, исторические, фантастические, музыкальные фильмы, развлекательно-образовательные программы: «Этюды об этике», «Театр в нотах», «Чтение в слух», спортивная программа «Горячие головы» и многое другое, что сможет увлечь не только детей и подростков, но и взрослых людей.

### Наша музыка
Охватывает все возрастные категории. Структуру канала составляет два основных блока телепрограмм: «Хит-калейдоскоп» и «Музыкальная шкатулка». Блок «Хит-калейдоскоп» включает в себя получасовые клип-обзоры русскоязычных и зарубежных клипов, рассчитанные на разные возрастные группы. Блок «Музыкальная шкатулка» состоит из множества разножанровых телепередач, таких как «Шоу звезды», «Забытых дней воспоминанье», «Музыка экрана» (песни из кинофильмов), «Мульти-музыка» (песни из мультипликационных фильмов и анимированные клипы), «Хенки-пенки» (юмористические клипы).

#### Объединение каналов
С 12 февраля 2003 года в связи с отсутствием технической возможности подачи сигнала на спутниковые сегменты «Экспресс 6А», три телеканала данного пакета слились в один на частоте телеканала «Киноклассика», по определённой схеме: с 4:00 до 8:00 — «Наша музыка», с 8:00 до 18:00 — «Удивительный мир», с 18:00 до 4:00 — «Киноклассика» (МСК).

## Города эфирного вещания
- Санкт-Петербург — 46 ТВК (ТВ Балтик, с ~09.2002 до ~04.2003), 49 ТВК (ОТВ, до 22.07.2001)
- Астрахань — 11 ТВК (Экс-Видео)
- Владивосток — 3 ТВК
- Владимир — 2 ТВК
- Екатеринбург — 29 ТВК (РТК, до 25.10.1998), 47 ТВК (ЦТУ, до 30.09.2001)
- Калининград — 6 ТВК (Премьер, до 24.11.2002)
- Кострома — 10 ТВК
- Краснодар — 8 ТВК (Фотон)
- Новосибирск — 4 ТВК (НТН-4, до 29.11.1998), 23 ТВК (до 13.10.2002)
- Пермь — 39 ТВК (до 31.03.2002), 47 ТВК (до 10.11.2002)
- Петрозаводск — Петронет
- Ростов-на-Дону — 7 ТВК (Южный регион, с 22.01 до ~03.2002)
- Тула — СКТВ "Орбита" (03.01.2000 — 20.04.2003)
- Самара — 40 ТВК
- Саратов — 24 ТВК (до 04.11.2001)
- Томск — 27 ТВК
- Улан-Удэ — 12 ТВК (Ариг Ус)
- Новоуральск — MMDS
- Щёкино — Телеком-Б (2002)